# (5743) Kato
(5743) Kato es un asteroide perteneciente al cinturón de asteroides descubierto el 19 de octubre de 1990 por Makio Akiyama y el también astrónomo Toshimasa Furuta desde el Observatorio Astronómico Susono, Mishima, Shizuoka, Japón.

## Designación y nombre
Designado provisionalmente como 1990 UW. Fue nombrado Kato en homenaje a Yasuo Kato, escalador japonés, nacido en Omiya, prefectura de Saitama. Después de llegar a la cumbre del monte Everest, en 1973, perdió por congelación todos los dedos de los pies y tres dedos de la mano derecha. A pesar de eso, continuó escalando. En 1982 realizó el primer ascenso invernal del Everest, pero se informó que desapareció en el camino.

## Características orbitales
Kato está situado a una distancia media del Sol de 2,236 ua, pudiendo alejarse hasta 2,462 ua y acercarse hasta 2,010 ua. Su excentricidad es 0,101 y la inclinación orbital 3,048 grados. Emplea 1221,63 días en completar una órbita alrededor del Sol.

## Características físicas
La magnitud absoluta de Kato es 13,4. Tiene 5,279 km de diámetro y su albedo se estima en 0,334. 